# Lípa nad Dřevnicí

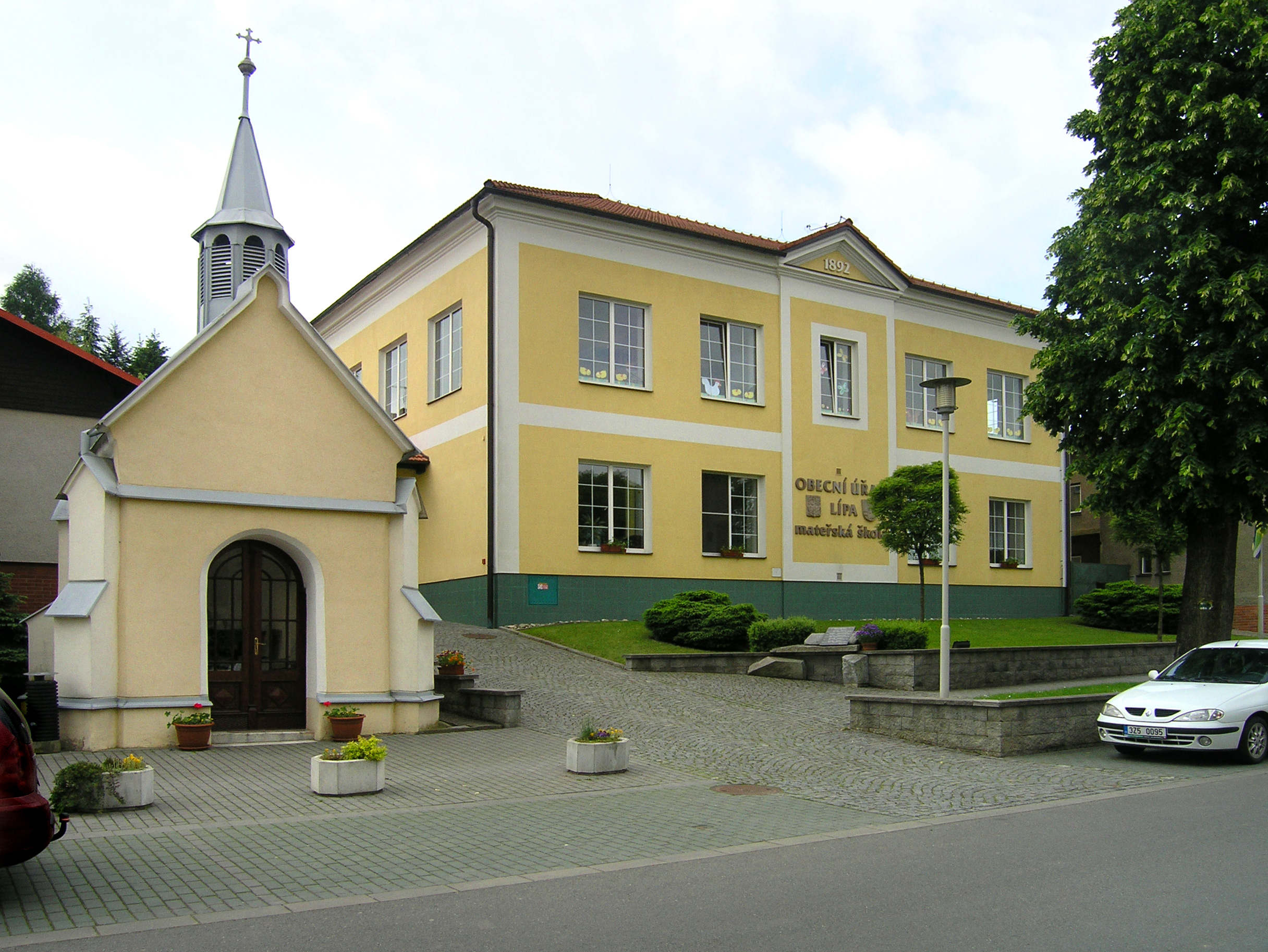
Gemeindeamt und Kapelle

Lípa (deutsch Lippa, 1939–1945 Linde) ist eine Gemeinde in Tschechien. Sie liegt acht Kilometer östlich von Zlín und gehört zum Okres Zlín.

## Geographie
Lípa befindet sich am Rande des Naturparks Vizovická vrchovina im Wisowitzer Bergland. Das Dorf erstreckt sich am linken Ufer der Dřevnice zwischen den Einmündungen der Lutoninka und des Lípský potok. Nordöstlich erheben sich der Na Hranici (380 m) und die Břízka (409 m), im Südosten der Kříby (354 m), die Janova hora (496 m), der Hrubý vrch (483 m) und die Tlustá hora (482 m) sowie südlich der Drdol (540 m). Durch das Dorf führen die Staatsstraße I/49 zwischen Zlín und Vizovice sowie die Bahnstrecke Otrokovice–Vizovice.
Nachbarorte sind Hvozdná und Klečůvka im Norden, Důjka und Raková im Nordosten, Zádveřice im Osten, Na Bařinkách, Dolní Trávníky, Loučka, Slopné, Budkova und Nad Podlázím im Südosten, Na Potůčkách, Na Kolibě, Nad Břehy, Cikánky, Želechovické Paseky, Horní Lhota und Provodov im Süden, Obůrky, Jaroslavické Paseky, Vavrušky und Jaroslavice im Südwesten, Želechovice nad Dřevnicí im Westen sowie Lužkovice im Nordwesten.

## Geschichte
Die erste schriftliche Erwähnung des Dorfes Lip erfolgte 1261 in der Gründungsurkunde des Klosters Smilheim als Schenkung des Wilhelm von Hustopeče. Im Jahre 1363 wurde der Ort als Lypa bezeichnet. Nach dem Untergang des Klosters erhielt Zigmund Kuna von Kunstadt, ein Nachfahre des Klostergründers, den klösterlichen Besitz zwecks einer Erneuerung des Klosters, die jedoch nie erfolgte. Besitzer der Herrschaft Vizovice waren nach den Herren von Kunstadt ab 1549 Wenzel von Boskowitz und ab 1567 Zdeněk Kavka von Říčany. 1578 wurde das Dorf Lipa genannt. 1594 erwarb der ungarische Adlige Emerich Dóczy de Nagy Lucsie (Emerich Dóczy z Natluče) die Herrschaft; er versuchte die Untertanen zu rekatholisieren. Nach der Schlacht am Weißen Berg erhoben sich 1621 die Bewohner der Gegend gegen die religiöse Unterdrückung und die Leibeigenschaft. Nach der Niederschlagung des Walachischen Aufstandes wurden 1644 in Vsetín etwa 200 Aufständische hingerichtet. Zu den weiteren Grundherren gehörten u. a. Prokop Graf von Gollen, Marie Anna Minckwitz von Minckwitzburg, Hermann von Blümegen und Philipp Stillfried-Rattonitz. Die Haupterwerbsquelle bildete die Landwirtschaft. 1846 wurde der Ort Ljpa genannt. Bis zur Mitte des 19. Jahrhunderts blieb Ljpa immer zur Herrschaft Wisowitz untertänig.
Nach der Aufhebung der Patrimonialherrschaften bildete Lippa ab 1850 eine Gemeinde in der Bezirkshauptmannschaft Uherský Brod. Ab 1855 gehörte die Gemeinde zum Bezirk Vizovice und ab 1868 zum Bezirk Holešov. Seit 1872 wird der heutige Ortsname Lípa verwendet. 1899 wurde die Bahnstrecke Otrokovice–Vizovice eingeweiht. 1935 wurde Lípa dem neuen Bezirk Zlín zugeordnet. Während der deutschen Besetzung erhielt die Gemeinde den eingedeutschten Namen Linde. Ab 1950 gehörte Lípa zum Okres Gottwaldov-okolí und ab 1960 wieder zum Okres Gottwaldov, der nach der politischen Wende seit 1990 wieder den Namen Okres Zlín trägt. Lípa wurde 1961 nach Želechovice nad Dřevnicí und mit diesem zusammen 1976 nach Gottwaldov eingemeindet. 1990 löste sich Lípa wieder von Zlín los und bildete eine eigene Gemeinde. Lípa führt ein Wappen und Banner.

## Ortsgliederung
Für die Gemeinde Lípa sind keine Ortsteile ausgewiesen. Zu Lípa gehören u. a. die Ansiedlungen Důjka, Na Potůčkách, Na Kolibě und Cikánky.

## Sehenswürdigkeiten
- Kapelle
- Naturdenkmal Pod Drdolem, südlich des Ortes bei Želechovické Paseky
- Naturschutzgebiet Na Želechovických pasekách, südlich bei Obůrky